# بازیلیکای بانوی‌مان لیخن
بازیلیکای بانوی‌مان لیخن (به انگلیسی: Basilica of Our Lady of Licheń) یک کلیسای کاتولیک رومی است که در مقبره بانوی غمها، ملکه لهستان واقع شده‌است، در روستای لیخن استاری در نزدیکی کونین در وئیودشیپ در لهستان بزرگ قرار دارد. این کار توسط باربارا بیلیسکا طراحی و بین سالهای ۱۹۹۴ و ۲۰۰۴ ساخته شده‌است.
ساخت کلیسا با کمک‌های مالی زائران آن تأمین شد. این کلیسا با برجی به ارتفاع ۱۴۱٫۵ متر، یکی از بلندترین و بزرگ‌ترین کلیساهای جهان است.

## تاریخچه
تأسیس کلیسا به سال ۱۸۱۳ میلادی برمی گردد، زمانی که توماس کوسووسکی یک سرباز لهستانی که در زمان ناپلئون در نزدیکی لایپزیگ می‌جنگید، به شدت مجروح شد. او بانوی ما را فراخواند و از او خواهش کرد که نگذارد در یک سرزمین خارجی بمیرد. براساس افسانه‌ها، به نظر می‌رسید که او تاجی طلایی، لباس قرمز تیره، با یک لباس طلایی داشته و یک عقاب سفید را در دست راست خود نگه داشته‌است. او سرباز را راحت کرد و قول داد که بهبود می‌یابد و به لهستان باز خواهد گشت. به توماس دستور داده‌شد که تصویری از او کشیده و در محلی عمومی قرار دهد تا «هواداران من در مقابل این تصویر دعا بخوانند و در رویارویی با سختی‌ها، از آن الهام بگیرند.»
این کلیسا با شبستانی به طول ۱۲۰ متر و عرض ۷۷ متر، با گنبد مرکزی به ارتفاع ۹۸ متر ارتفاع و با یک برج ۱۴۱٫۵ متر ارتفاع، بزرگ‌ترین کلیسای لهستان و یکی از بزرگ‌ترین کلیساهای جهان است. این کلیسا به بانوی ما، لیخن ملکه لهستان اختصاص یافته‌است که نماد آن، شاید مربوط به قرن ۱۸ است، که در محراب اصلی کلیسای بازیلیکا به نمایش گذاشته شده که یکی از اماکن اصلی زیارتی لهستان است.
بین سالهای ۲۰۰۲ و ۲۰۰۷، معمار لهستانی زیچ، بر اساس پروژه ساخته‌شده توسط پروفسور آندرژ کروروسکی ساخته شده‌است.
پاپ ژان پل دوم در سال ۱۹۹۹ بازیلیکا را تبرک کرد. در سال ۲۰۰۷، بخش‌هایی از موزه لهستان در دربار فولی توسط پدران ماریان به حرم کلیسا منتقل شدند.

## نگارخانه

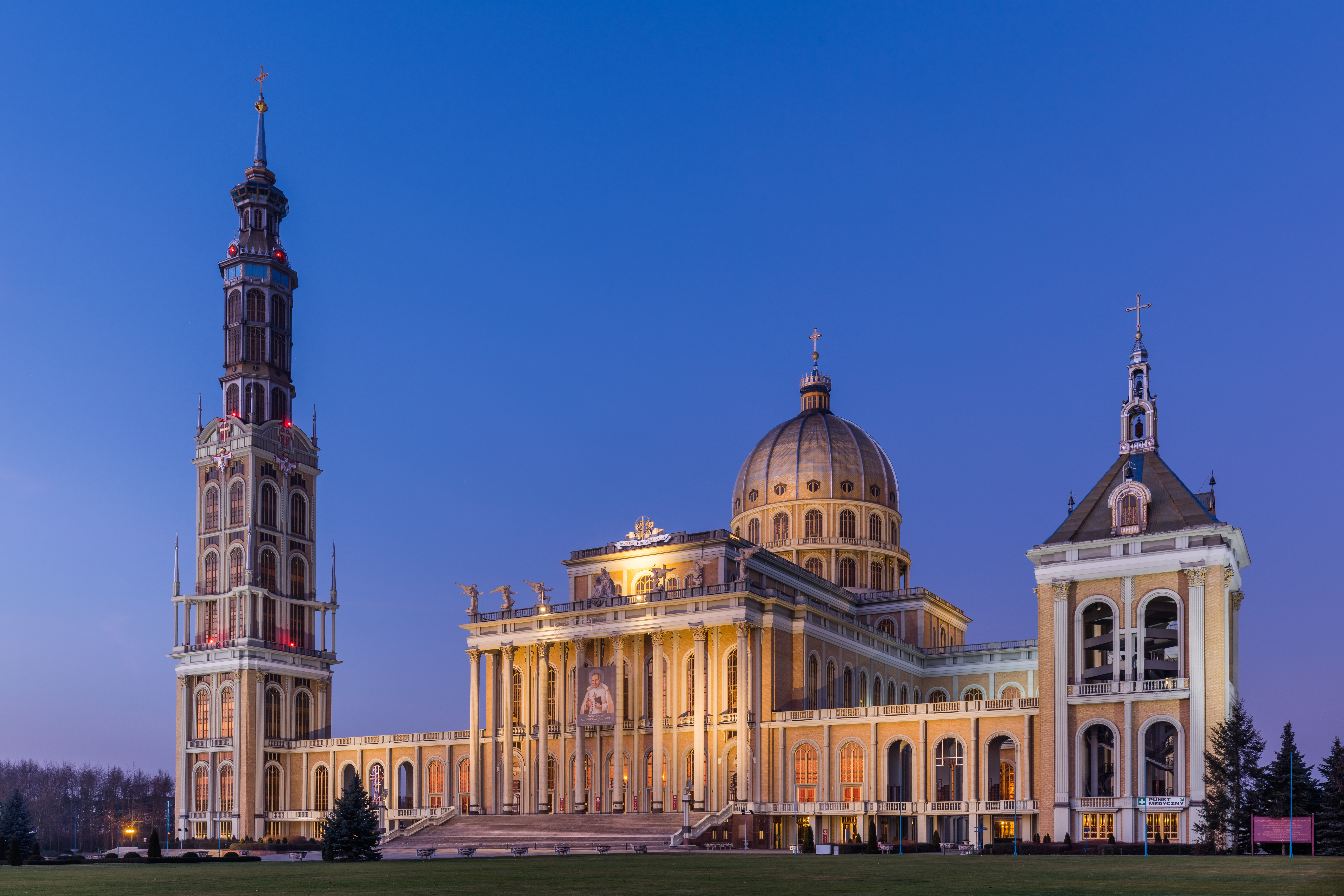
نمای کلی کلیسا
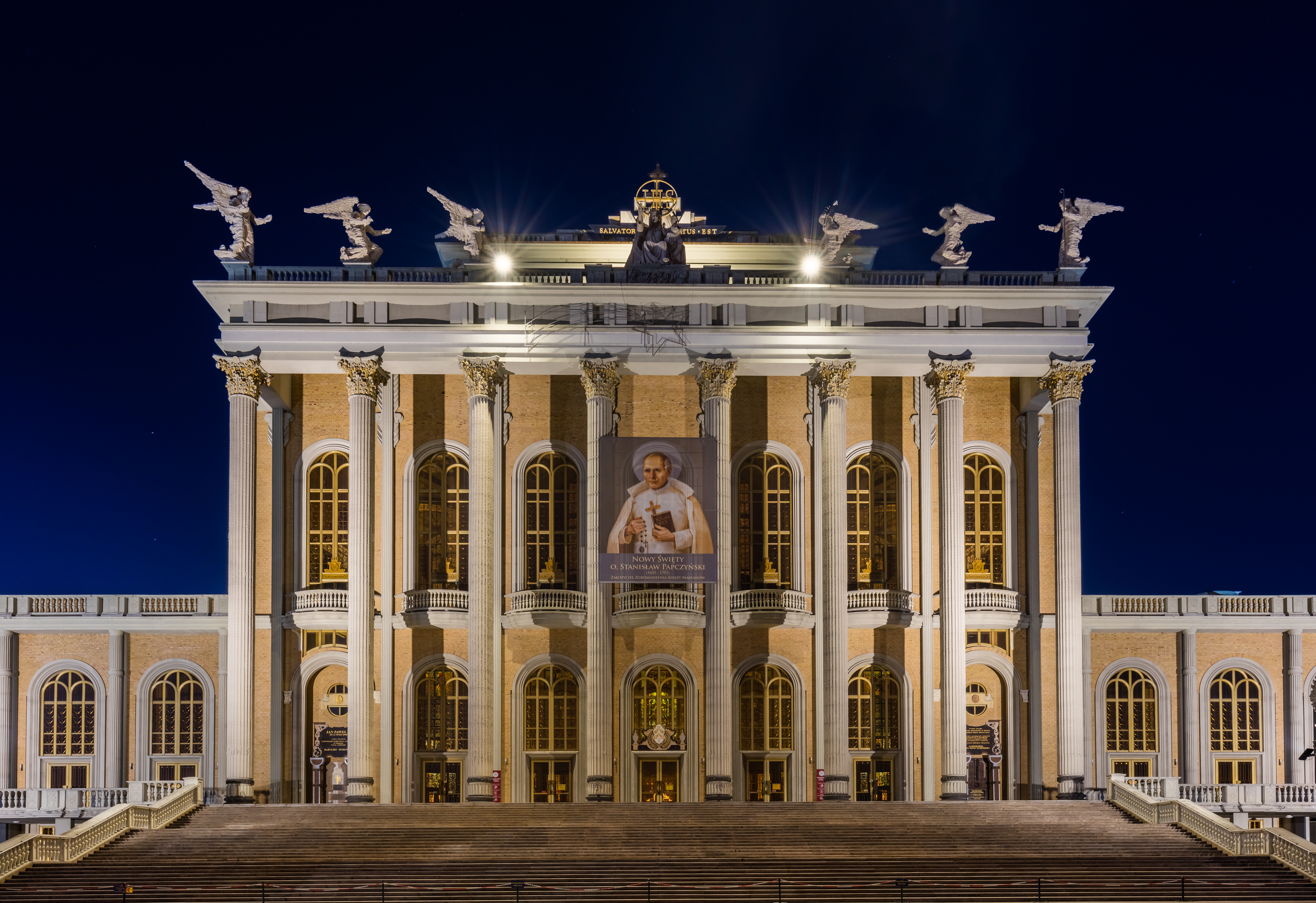
نمای جنوبی ساختمان اصلی
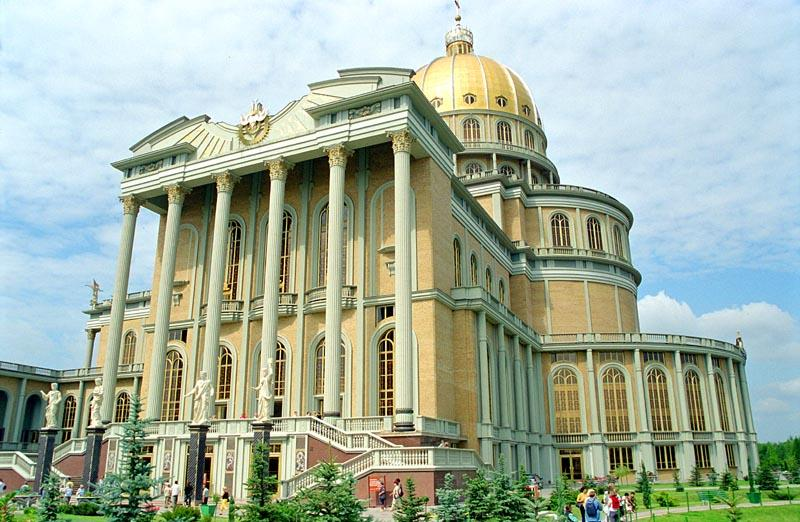
نمای پشت بازیلیکا ، مشرف به پیزا
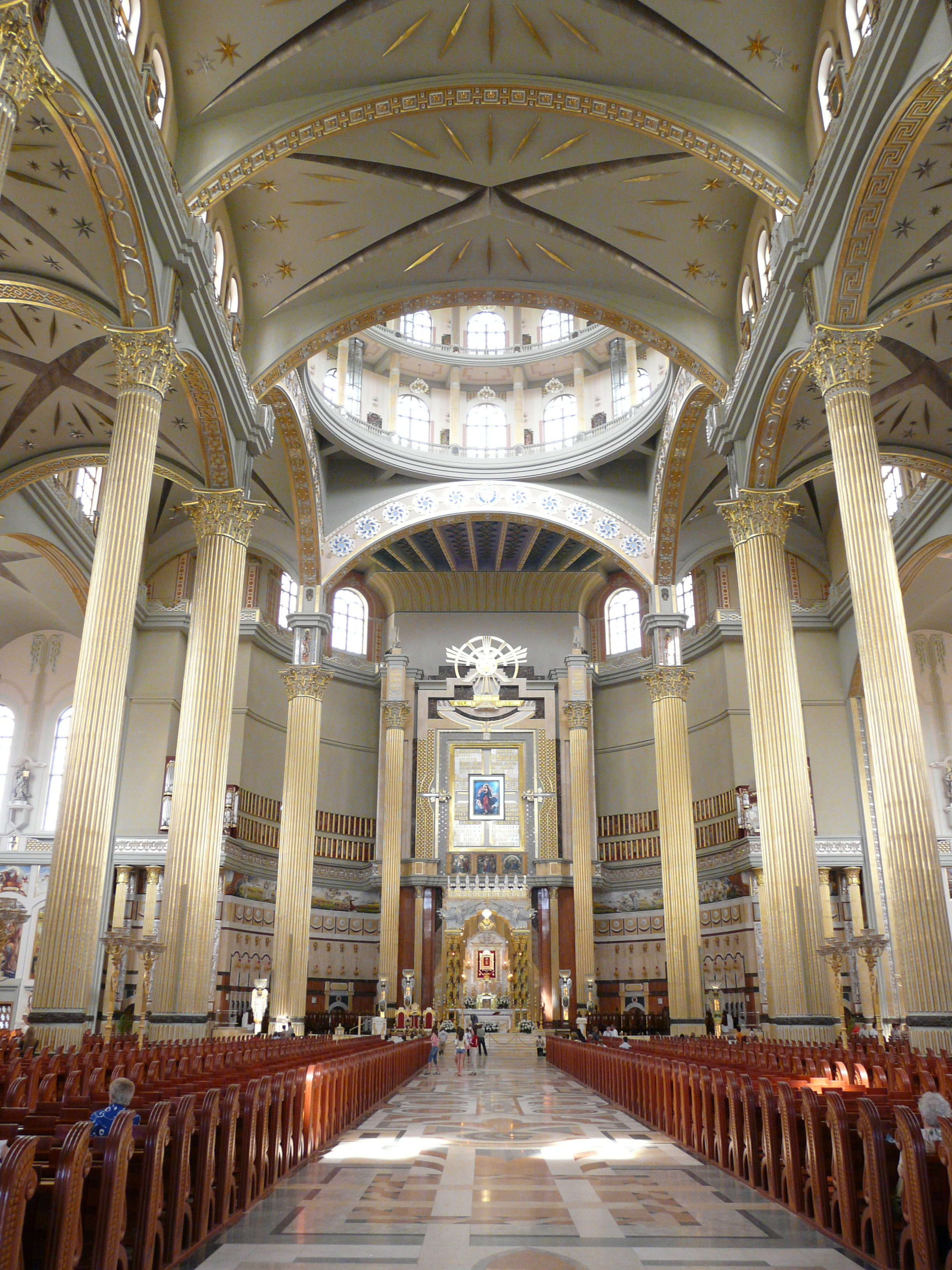
نمایی از محراب اصلی کلیسا با نماد مقدس بانویمان لیخن
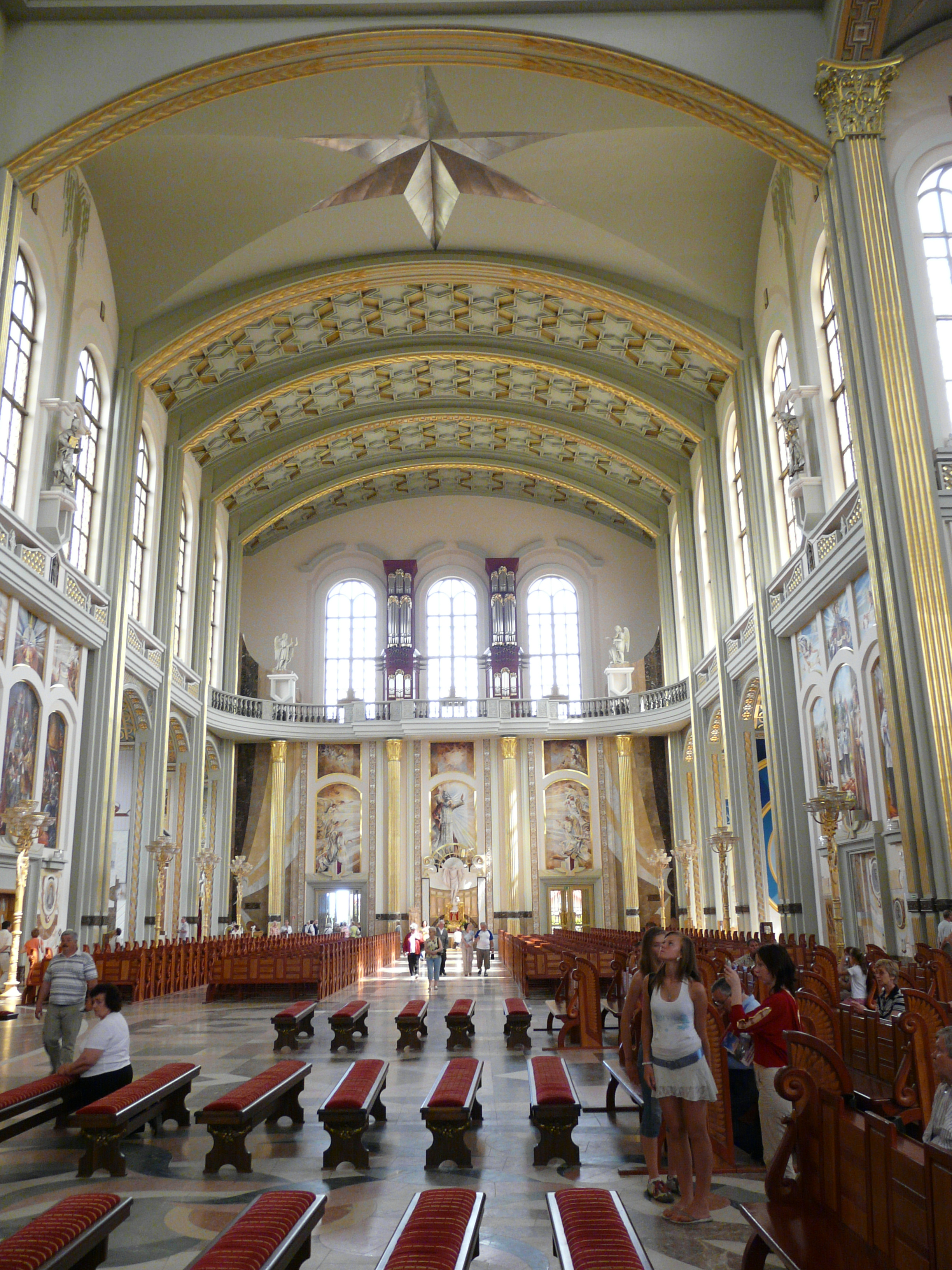
نمای داخلی بال جانبی بازیلیکا
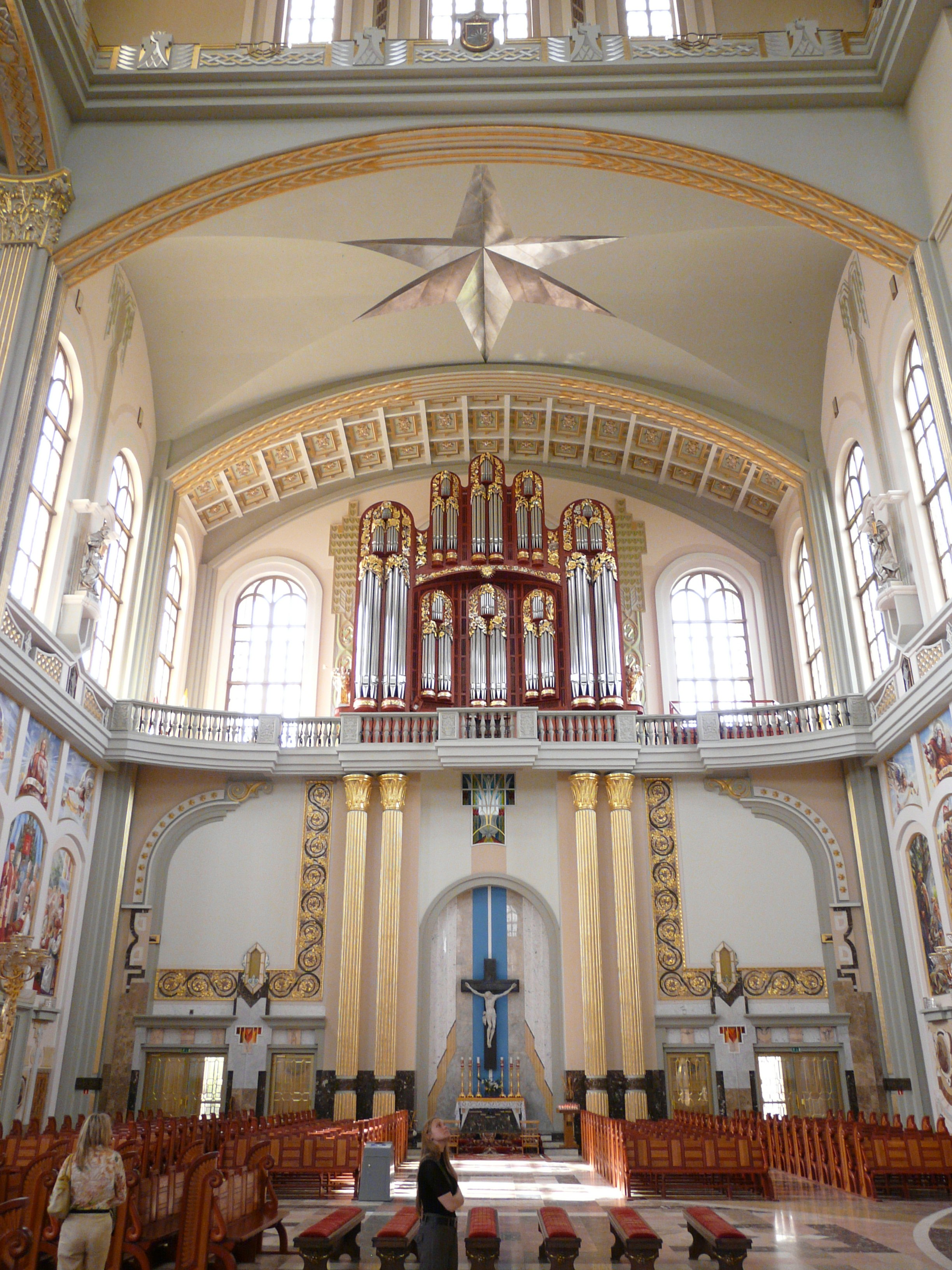
محراب بزرگ با صلیب
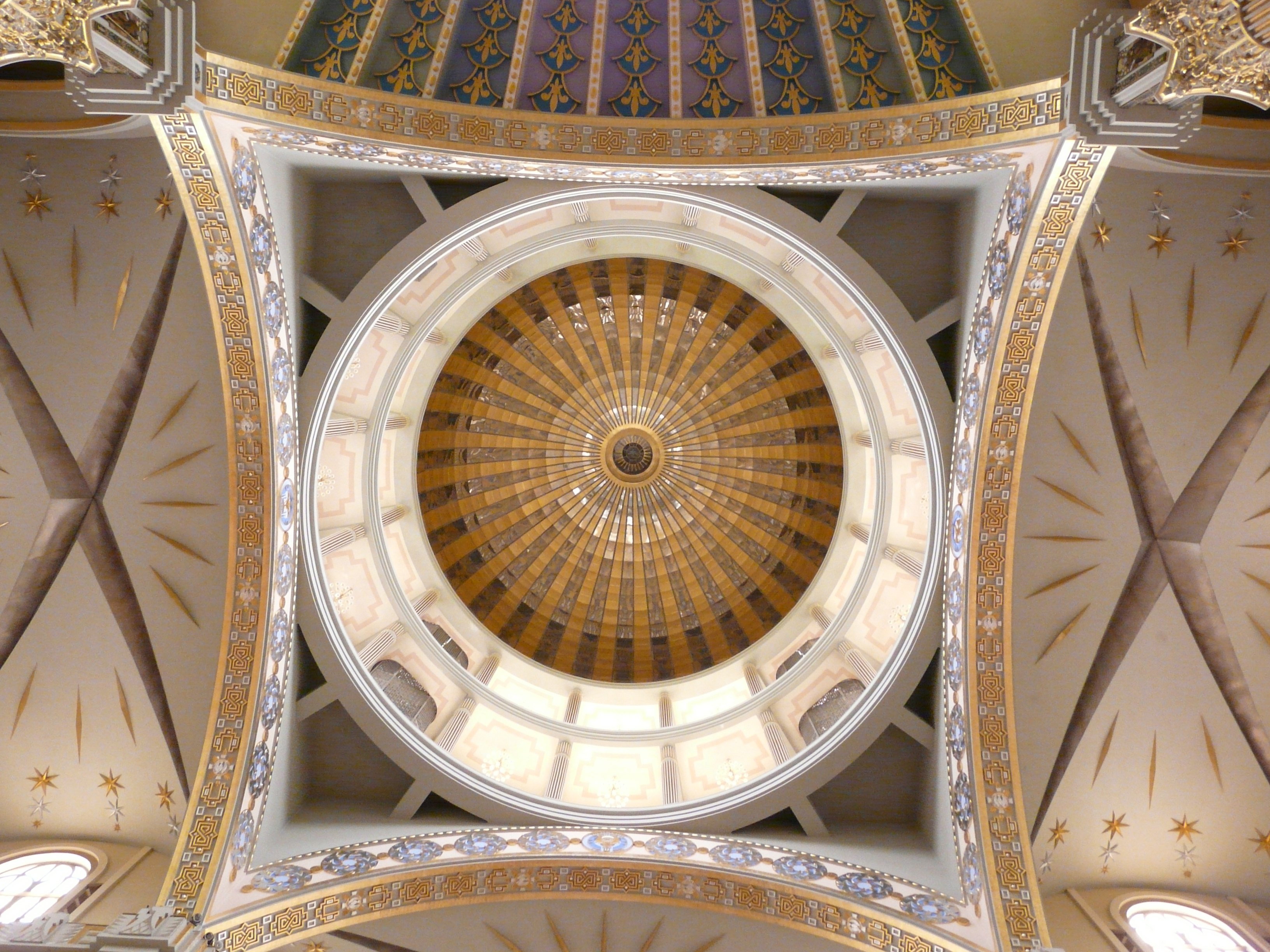
فضای داخلی گنبد بازیلیکا
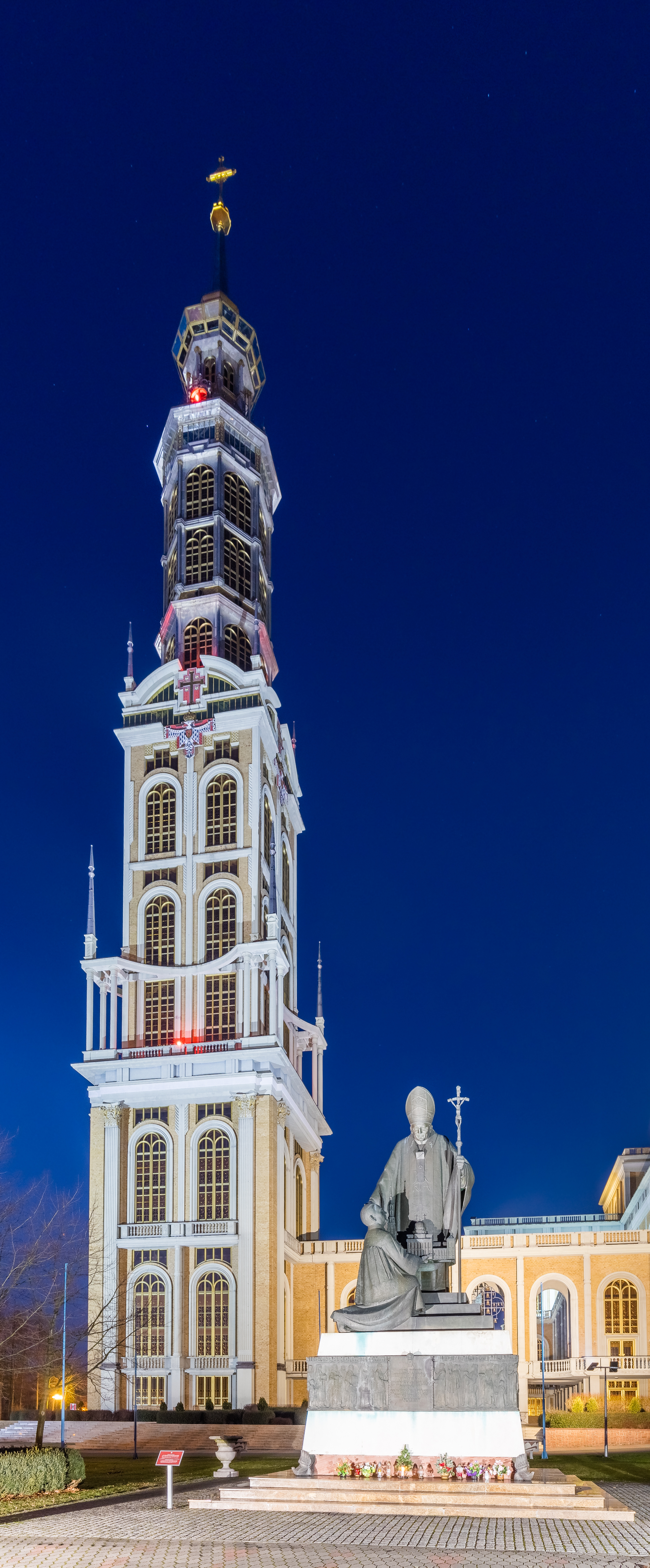
ارتفاع این برج ۱۴۱٫۵ متر و دارای دو سکوی دیدنی است